# Chiufen
Chiufen, conosciuta anche con i nomi di Jiufen e Jioufen (caratteri cinesi: 九份; pinyin: Jiǔfèn; Wade-Giles: Chiu3-fen4), è una cittadina montana di Taiwan, situata nella municipalità di Nuova Taipei, vicino alle città di Keelung e Ruifang.

## Storia
Durante i primi anni della dinastia Qing, Chiufen era un minuscolo villaggio che ospitava circa nove famiglie, e non aveva nome. Il nome cinese che porta attualmente, Jiufen, vuol dire nove porzioni, proprio a causa delle nove famiglie che vi abitavano e che chiedevano nove porzioni di cibo ogni volta che qualche spedizione giungeva al villaggio.
Jiufen rimase un villaggio isolato fino al 1893, quando vennero scoperti giacimenti d'oro nei suoi dintorni. La conseguente corsa all'oro permise al piccolo villaggio di diventare una città, che raggiunse il massimo della sua grandezza durante l'occupazione giapponese di Taiwan. Molte caratteristiche odierne di Chiufen riflettono l'epoca della colonizzazione giapponese, poiché sono sopravvissuti fino ai giorni nostri diversi alberghi e locande di proprietà nipponica. Durante la Seconda guerra mondiale, fu aperto nel villaggio un campo di prigionieri di guerra chiamato Kinkaseki, nel quale furono fatti prigionieri diversi soldati statunitensi e britannici catturati a Singapore, che vennero messi a lavorare nelle vicine miniere d'oro. Le attività minerarie subirono un declino nel dopoguerra, e la miniera vicino a Chiufen fu chiusa nel 1971, causando la caduta in miseria della stessa città.

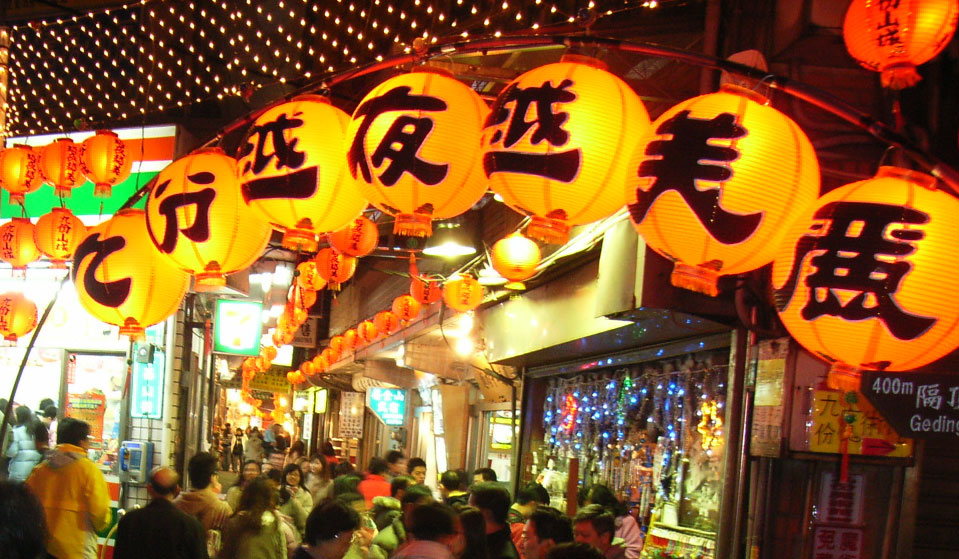
Vita notturna a Jioufen

Nel 1989, il regista Hou Hsiao-hsien diresse a Chiufen il film Città dolente, il primo che avesse come soggetto l'incidente di Taiwan del 28 febbraio 1947, argomento tabù per la nazione. Come risultato del successo del film, la città riacquistò la popolarità perduta. Le atmosfere nostalgiche della Chiufen vista nel film attrasse turisti da ogni parte del mondo sinofono, rendendo la cittadina partecipe di un boom turistico che si protrasse per tutti gli anni novanta, con tanto di costruzione di caffè, case da tè e negozi di souvenir in tema vintage/rétro.
Chiufen subì un ulteriore aumento di popolarità nel 2001, quando il centro storico fu scelto come modello di ambientazione del film d'animazione La città incantata.
Ai giorni nostri, Jiufen è un'attrazione turistica rappresentativa di Taiwan, che attrae turisti soprattutto nei fine settimana da grandi città quali Taipei.

## Infrastrutture e trasporti
- A causa del fatto che Jioufen è una città di montagna, le strade che la attraversano e che vi arrivano sono per lo più strette, con molte curve e a tratti pericolose.
- La città è servita da una linea di autobus che vi giungono da Keelung, Taipei e le città più vicine.
- La stazione più vicina a Chiufen è quella di Rueifang, attraversata dalla "Linea Yilan" della Taiwan Railway Administration. Dalla cittadina, si arriva in stazione con un autobus che impiega circa 15 minuti.